# سالي ستار
سالي ستار (بالإنجليزية: Sally Starr)‏ هي مغنية ومقدمة تلفزيونية ومقدمة برامج إذاعية أمريكية، ولدت في 25 يناير 1923 في كانساس سيتي في الولايات المتحدة، وتوفيت في 27 يناير 2013 في نيوجيرسي في الولايات المتحدة بسبب مرض.

## وصلات خارجية
- سالي ستار على موقع IMDb (الإنجليزية)